# Elefántcsontpart az 1972. évi nyári olimpiai játékokon
Elefántcsontpart az NSZK-beli Münchenben megrendezett 1972. évi nyári olimpiai játékok egyik részt vevő nemzete volt. Az országot az olimpián 2 sportágban 11 sportoló képviselte, akik érmet nem szereztek.

## Atlétika
Férfi
| Versenyző                                               | Versenyszám     | Előfutam | Előfutam | Előfutam | Negyeddöntő | Negyeddöntő | Negyeddöntő | Elődöntő | Elődöntő | Elődöntő | Döntő   | Döntő    |
| Versenyző                                               | Versenyszám     | Idő      | Hely.    | Össz.    | Idő         | Hely.       | Össz.       | Idő      | Hely.    | Össz.    | Idő     | Helyezés |
| ------------------------------------------------------- | --------------- | -------- | -------- | -------- | ----------- | ----------- | ----------- | -------- | -------- | -------- | ------- | -------- |
| Kouakou Komenan                                         | 100 m           | 10,50    | 3.       | 18.*     | 10,60       | 3.          | 30.*        | 10,57    | 6.       | 14.      | kiesett | kiesett  |
| Amadou Méité                                            | 100 m           | 10,51    | 2.       | 20.*     | 10,52       | 4.          | 24.         | kiesett  | kiesett  | kiesett  | kiesett | kiesett  |
| Simbara Maki                                            | 110 m gát       | 14,59    | 7.       | 30.      |             |             |             | kiesett  | kiesett  | kiesett  | kiesett | kiesett  |
| Kouakou Komenan Amadou Méité Kouami N'Dri Gaoussou Koné | 4 × 100 m váltó | 39,81    | 5.       | 15.      |             |             |             | kiesett  | kiesett  | kiesett  | kiesett | kiesett  |

| Versenyző         | Versenyszám   | Selejtező | Selejtező | Döntő    | Döntő    |
| Versenyző         | Versenyszám   | Eredmény  | Helyezés  | Eredmény | Helyezés |
| ----------------- | ------------- | --------- | --------- | -------- | -------- |
| Jacques Aye Abehi | Gerelyhajítás | 72,20 m   | 19.       | kiesett  | kiesett  |

* - egy másik versenyzővel azonos időt ért el

## Kajak-kenu

### Síkvízi
Férfi
| Versenyző                                   | Versenyszám         | Előfutam | Előfutam | Előfutam | Vigaszág | Vigaszág | Vigaszág | Elődöntő | Elődöntő | Elődöntő | Döntő   | Döntő    |
| Versenyző                                   | Versenyszám         | Idő      | Hely.    | Össz.    | Idő      | Hely.    | Össz.    | Idő      | Hely.    | Össz.    | Idő     | Helyezés |
| ------------------------------------------- | ------------------- | -------- | -------- | -------- | -------- | -------- | -------- | -------- | -------- | -------- | ------- | -------- |
| N'Gama                                      | Kajak egyes 1000 m  | 4:12,90  | 6.       | 15.      | 4:02,28  | 3.       | 5.       | 4:02,40  | 6.       | 18.      | kiesett | kiesett  |
| Barthélemy Koffi Baugré Paul Gnamia M'Boule | Kajak kettes 1000 m | 4:04,00  | 7.       | 23.      | 3:54,03  | 4.       | 15.      | kiesett  | kiesett  | kiesett  | kiesett | kiesett  |
| Daniel Sedji Mathieu Koffi M'Broh           | Kenu kettes 1000 m  | 4:38,91  | 8.       | 15.      | 4:25,59  | 5.       | 10.      | kiesett  | kiesett  | kiesett  | kiesett | kiesett  |